# Episodi di Blue Lock

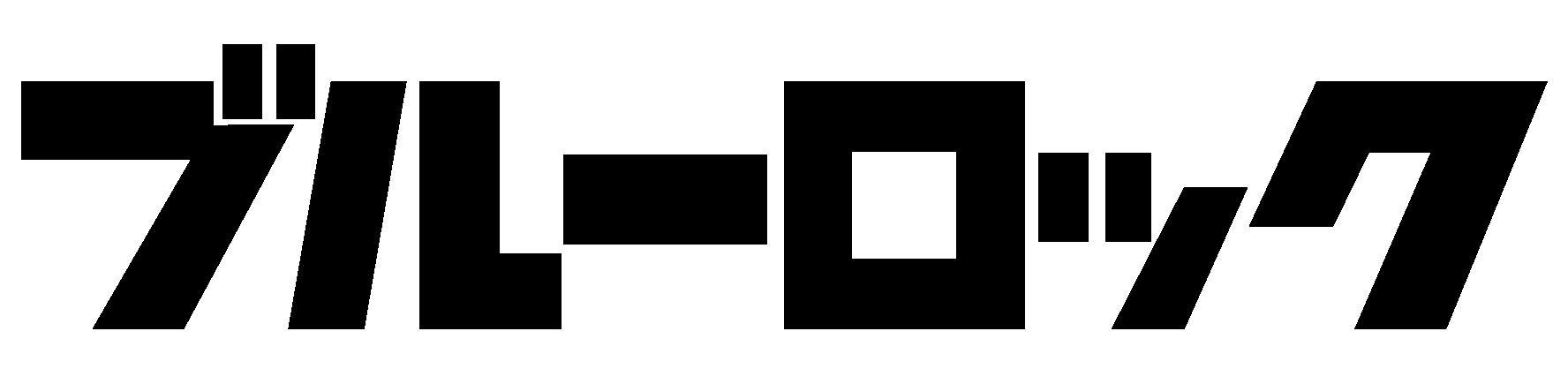
Logo originale della serie

Questa è la lista degli episodi dell'anime Blue Lock, adattamento dell'omonimo manga scritto da Muneyuki Kaneshiro e disegnato da Yusuke Nomura.
Un adattamento anime è stato annunciato il 12 agosto 2021. La serie è prodotta dallo studio 8-Bit e diretta da Tetsuaki Watanabe, con Shunsuke Ishikawa in qualità di assistente alla regia, Taku Kishimoto che supervisiona la sceneggiatura, Masaru Shindō che cura il character design in qualità di direttore principale dell'animazione, Hisashi Tojima come direttore principale delle scene d'azione e Jun Murayama che compone la musica. È stata trasmessa dall'8 ottobre 2022 al 25 marzo 2023 su TV Asahi nel blocco NUMAnimation. La sigla d'apertura è Chaos ga kiwamaru (カオスが極まる?) degli Unison Square Garden mentre quella di chiusura Winner di Shugo Nakamura. La seconda sigla d'apertura è Judgement di Ash Da Hero. I diritti di distribuzione internazionale al di fuori dell'Asia sono stati acquistati da Crunchyroll, che ha pubblicato la serie in versione sottotitolata in vari Paesi del mondo, tra cui l'Italia. A marzo 2023 è stato annunciato il doppiaggio italiano e i primi due episodi sono stati proiettati al Napoli Comicon 2023, prima di approdare sulla piattaforma il 3 maggio 2023 per poi concludersi il 4 ottobre seguente. Anche la prima stagione dell'anime ha registrato un discreto successo, risultando vincitore del Seasonal Award per l'autunno 2022 nella categoria Favourite Sports.
Al termine della prima stagione, è stata annunciata la seconda stagione della serie principale oltre che un film animato, Blue Lock the Movie -Episodio Nagi-, che adatta il manga spin-off Blue Lock - Episode Nagi. Il film vede il ritorno dello staff e del cast della serie principale a ricoprire i rispettivi ruoli con Shunsuke Ishikawa, che è stato assistente alla regia per la prima stagione, incaricato di dirigere la pellicola e lo scrittore di manga Muneyuki Kaneshiro come supervisore della storia. È stato proiettato nelle sale cinematografiche giapponesi il 19 aprile 2024. La sigla del film, Stormy, è cantata da Nissy e Sky-Hi. Crunchyroll ha distribuito il film nei cinema a livello internazionale. In Italia è uscito il 17 luglio 2024. Successivamente è stato reso disponibile su Crunchyroll il 18 ottobre 2024.
La seconda stagione, intitolata vs. U-20 Japan, è stata trasmessa a partire dal 5 ottobre al 28 dicembre 2024 nel blocco IMAnimation di TV Asahi e presenta un totale di 14 episodi. La sigla d'apertura è Bōjaku no Charisma (傍若のカリスマ?, Bōjaku no Karisuma) degli Unison Square Garden mentre quella di chiusura è One degli Snow Man. I diritti di distribuzione internazionale al di fuori dell'Asia sono stati acquistati da Crunchyroll. Il doppiaggio italiano è stato pubblicato dal 2 novembre 2024 al 25 gennaio 2025.

## Lista episodi

### Prima stagione
| Nº serie | Nº | Titolo italiano Giapponese 「Kanji」 - Rōmaji | In onda          | In onda           |
| Nº serie | Nº | Titolo italiano Giapponese 「Kanji」 - Rōmaji | Giapponese       | Italiano          |
| 1        | 1  | Sogno 「夢」 - Yume | 8 ottobre 2022   | 3 maggio 2023     |
| 1        | 1  | Nella finale del torneo liceale prefettizio di Saitama con la sua squadra in svantaggio per 1-0, l'attaccante Yoichi Isagi, ascoltando le parole del suo allenatore sul fatto che il calcio è un gioco di squadra, sceglie di passare la palla al suo compagno di squadra piuttosto che tirare in porta lui stesso, e il suo compagno di squadra manca. L'avversario prende la palla dall'altra parte con il loro capitano Ryosuke Kira che calcia il gol decisivo per avanzare al torneo nazionale. Qualche tempo dopo, Isagi viene convocato dalla Japan Football Union e si ritrova ad essere uno dei 300 attaccanti dei campionato liceali confinati in una remota struttura di allenamento di calcio chiamata Blue Lock diretta dall'allenatore Jinpachi Ego, sottoposti a un campo di addestramento di sopravvivenza al fine di sviluppare l'attaccante definitivo per la nazionale di calcio giapponese con il vincitore che diventa l'attaccante titolare della squadra e il resto bandito dal giocare per la squadra nazionale. La prima prova è un gioco di tag in cui la persona che viene colpita da un pallone calciato è "esso", e chiunque sia "esso" allo scadere del tempo viene eliminato. L'attaccante con il punteggio più basso, Gurimu Igarashi, inizia ad essere "quello" e Isagi finisce per essere etichettato per diventare "quello". Piuttosto che scegliere di eliminare Igarashi mentre è a terra, Isagi corre il rischio di eliminare un giocatore più forte, e poco prima dello scadere del tempo tagga Kira per eliminarlo. |                  |                   |
| 2        | 2  | Mostro 「かいぶつ」 - Kaibutsu | 15 ottobre 2022  | 3 maggio 2023     |
| 2        | 2  | In un incontro presso la Japan Football Union, la nuova recluta e creatrice di Blue Lock Anri Teieri critica il consiglio per il suo modo di pensare. Tornato a Blue Lock, Ego spiega a Kira che la sua mancanza di egoismo lo ha reso inadatto ad essere l'attaccante definitivo mentre lascia Blue Lock. Ego spiega poi che gli 11 giocatori rimasti formeranno il Team Z e vivranno insieme con il messaggio che a volte i giocatori lavoreranno insieme e altre volte si tradiranno a vicenda. Successivamente, i giocatori si allenano e mangiano insieme. Di notte, Isagi si allena con il compagno di squadra Meguru Bachira, e Bachira spiega che ha un mostro dentro di lui che gli dice la migliore linea d'azione. Successivamente, Ego spiega che le squadre vengono assegnate in base al grado del giocatore e la squadra Z ha tutti i giocatori con il punteggio più basso. Spiega poi la prossima prova che sarà un torneo di gruppo contro le altre quattro squadre nel loro edificio, una delle cinque nella struttura, con le prime due squadre che avanzano. Con tutti i giocatori che sono attaccanti, Ego ha incaricato i giocatori di giocare a calcio da zero. La squadra Z si prepara a giocare la prima partita contro la squadra X. |                  |                   |
| 3        | 3  | Lo zero del calcio 「サッカーの0」 - Sakkā no Zero | 22 ottobre 2022  | 10 maggio 2023    |
| 3        | 3  | Prima della partita, Ego spiega che oltre alle due squadre vincitrici, avanzeranno anche i capocannonieri delle squadre eliminate. La partita inizia con una lotta tra compagni di squadra per avanzare diventando il capocannoniere, ma la Squadra X inizia a giocare come una squadra con Shouei Barou che segna il primo gol come innescatore mentre la lotta interna continua con la Squadra Z, permettendo alla Squadra X di prendere un vantaggio di 5-0. Lo zero sul tabellone porta Isagi a credere che ciò che Ego intendeva giocando a calcio da zero significasse segnare il primo gol. La squadra Z evita lo shutout con un gol di Rensuke Kunigami prima dello scadere del tempo per portare il punteggio finale sul 5-1. Dopo la partita, Jingo Raichi affronta Isagi chiedendo di sapere perché ha passato la palla a Kunigami nonostante Raichi fosse più aperto, mentre Barou consiglia a Isagi di non essere nervoso davanti alla porta. Tornato negli spogliatoi, Isagi spiega cosa ha concluso quando Ego ha detto di giocare a calcio da zero indicando il gol di Barou come catalizzatore. Ego spiega poi che mentre Isagi ha parzialmente ragione, il suo messaggio si riferisce alla natura aperta di un attaccante sottolineando che gli atleti giapponesi hanno successo quando hanno ruoli definiti, ma lottano in sport che si basano molto su ruoli aperti come nel calcio. |                  |                   |
| 4        | 4  | Presentimento e intuito 「予感と直感」 - Yokan to chokkan | 29 ottobre 2022  | 17 maggio 2023    |
| 4        | 4  | Con Isagi che lotta mentalmente, chiede a Kumigami perché gioca a calcio, rispondendo che idolatra gli attaccanti come supereroi della vita reale e vuole diventarlo. Kumigami spiega anche che i marcatori ottengono punti bonus da spendere per migliorare la qualità della vita al Blue Lock, e Kumigami usa il suo per una bistecca che condivide con Isagi come ringraziamento per l'assist. Kumigami dice anche a Isagi che ha un talento speciale per percepire dove andare con la palla per segnare gol. Il giorno successivo, la Squadra Z e la Squadra Y giocano una partita che equivale a una partita a eliminazione con entrambe le squadre che perdono malamente nella loro prima partita. Il Team Z mette in moto la propria strategia di rotazione delle posizioni con Bachira che inizia come attaccante, ma Bachira fatica quando i suoi tiri vengono bloccati. La squadra Y quindi mette in moto il proprio piano per concentrarsi sulla difesa, quindi rubare la palla e dopo un lungo passaggio al miglior giocatore della squadra Hibiki Ohkawa, segna in fuga per dare alla squadra Y un vantaggio di 1-0. Dopo essere passata in vantaggio, la squadra Y mette in campo tattiche di stallo passando la palla per far scadere il tempo, ma la squadra Z ruba il possesso e pareggia la partita con un gol di Gin Gagamaru, il tutto mentre Isagi nota che il compagno di squadra di Ohkawa, Ikki Niko, è il vero leader della squadra che sta prendendo le decisioni.                                                                |                  |                   |
| 5        | 5  | Rinascere 「生まれ変わるのは」 - Umarekawaru no wa | 5 novembre 2022  | 24 maggio 2023    |
| 5        | 5  | Avendo capito che Niko possiede la sua stessa abilità, Isagi vede il suo ex sé dentro Niko. Con la partita in parità sull'1-1, la squadra Y continua a giocare in difesa fino all'ultimo minuto. Dopo aver attirato la squadra Z nella zona offensiva, la squadra Y si precipita verso la porta con Niko che passa la palla a Ohkawa per un tiro a spalanco che segna il gol della vittoria. Tuttavia, Isagi riesce a correre indietro appena in tempo per bloccare il tiro di Ohkawa e prendere possesso della palla. Isagi completa un lungo passaggio a Kumigami, che passa la palla a Bachira, e poi la passa a Isagi per segnare e dare la vittoria alla squadra Z con il punteggio finale di 2-1. Successivamente, la squadra festeggia la vittoria con un potluck. Quella notte, Hyoma Chigiri dice a Isagi che si è strappato il legamento crociato anteriore un anno fa e che ha paura di poterlo strappare di nuovo ponendo fine alla sua carriera da giocatore, e Isagi fa sapere a Chigiri che deve essere pronto a rinunciare a tutto per farcela in questo sport. Il giorno successivo, Ego pubblica nuove classifiche e Isagi è ora il miglior giocatore del Team Z, spiegando che ogni giocatore ha un talento diverso che deve capire come utilizzare. |                  |                   |
| 6        | 6  | Scusa 「ごめん」 - Gomen | 12 novembre 2022 | 31 maggio 2023    |
| 6        | 6  | La classifica attuale viene rivelata con la Squadra V in cima che ha vinto entrambe le partite, mentre le altre quattro squadre hanno una vittoria ciascuna. La Squadra Z entra nella partita contro la Squadra W con un grande senso di urgenza sapendo che la loro ultima partita è contro la Squadra V, che ha dominato il blocco. La squadra Z si porta in vantaggio per 3-0 all'intervallo sulla squadra W con una tripletta segnata da Wataru Kuon. Tuttavia, quel vantaggio viene rapidamente cancellato all'inizio del secondo tempo. Con Isagi che nota che la Squadra W è in una posizione perfetta per contrastare la strategia della Squadra Z, così come Kuon che commette intenzionalmente errori che hanno permesso ai gemelli Wanima di segnare gol facili per la Squadra W, Isagi deduce correttamente che Kuon sta tradendo la squadra. Kuon spiega di aver fatto un accordo con i gemelli Wanima per permettere al Team W di vincere in cambio di permettere a Kuon di avanzare per essere il capocannoniere del Team Z, e come tale hanno permesso a Kuon di segnare tre gol nel primo tempo, e poi Kuon avrebbe rivelato la strategia del Team Z. Ora consapevole che la partita è 10 contro 12, Isagi si affanna a capire una nuova strategia. |                  |                   |
| 7        | 7  | Fremito 「滾り」 - Tagiri | 19 novembre 2022 | 7 giugno 2023     |
| 7        | 7  | Sotto 4-3 con Kuon che ha fatto trapelare la strategia del Team Z al Team W, Chigiri ricorda la sua carriera calcistica quando è stato chiamato il genio e ha giocato per lo stesso liceo dei gemelli Wanima. Era un fuoriclasse noto per la sua velocità, ma si è strappato il legamento crociato anteriore che ha messo in pausa la sua carriera e si è trattenuto temendo di potersi infortunare nuovamente al ginocchio che avrebbe posto fine alla sua carriera. Avendo bisogno di una nuova strategia che non può essere contrastata da Kuon, il Team Z ripone le proprie speranze su Chigiri poiché Kuon non sa dell'infortunio di Chigiri. Con la partita che entra nei minuti di recupero, Isagi passa la palla dall'altra parte del campo. Usando la sua velocità, dopo aver ascoltato il consiglio di Isagi di essere pronto a perdere tutto, Chigiri prende la palla e segna il pareggio nell'ultimo minuto per chiudere la partita in pareggio per 4-4. Dopo la partita, Kuon viene picchiato dal Team W per non aver parlato loro di Chigiri. Qualche tempo dopo, Kuon tenta di negoziare un accordo simile con Zantetsu Tsurugi, Seishiro Nagi e Reo Mikage del Team V, ma non sono interessati. Ascoltando la conversazione e infastidito dalla loro visione del gioco, Isagi affronta il Team V per criticarli sul loro impegno nel calcio. |                  |                   |
| 8        | 8  | La formula del gol 「成功の方程式」 - Gōru no hōteishiki | 26 novembre 2022 | 14 giugno 2023    |
| 8        | 8  | Reo spiega che si è interessato al calcio guardando la Coppa del Mondo, ma con suo padre che voleva che gli succedesse come amministratore delegato dell'azienda di famiglia, non approvava il suo sogno calcistico. Un giorno, Reo ha incontrato Nagi e da allora sono diventati compagni di squadra. Mentre la squadra Z si prepara per la partita finale contro la squadra V, che deve vincere per avanzare, Ego spiega alla squadra Z che i gol segnati non sono riproducibili e che la riproducibilità è un'abilità fondamentale per un attaccante. Con quel messaggio, Isagi chiede a Barou un consiglio sulla riproducibilità e, dopo averlo visto segnare due volte su di lui in allenamento, capisce la sua meccanica che lo porta a padroneggiare l'arte di riprodurre i gol. Il giorno successivo, il Team Z ha la sua partita con il Team V dopo aver escogitato una strategia che non coinvolge Kuon, e il piano inizialmente funziona. Tuttavia, il tiro manca. Dopo il tiro sbagliato, Reo completa un lungo e rischioso passaggio no-look per Nagi sul lato opposto del campo, e Nagi segna il primo gol della partita per la Squadra V. |                  |                   |
| 9        | 9  | Risveglio 「覚醒」 - Kakusei | 3 dicembre 2022  | 21 giugno 2023    |
| 9        | 9  | La Squadra V va avanti 3-0 dopo che Nagi segna un altro gol usando lo stesso passaggio, e Zantetsu usa la sua velocità mentre sfrutta l'attenzione della Squadra Z su Nagi per segnare dalla lunga distanza. Rendendosi conto che le loro tattiche non funzionano, Bachira risveglia il suo mostruoso sé nel brivido della battaglia per inviare un messaggio al Team Z per risvegliare il loro potenziale nascosto per diventare super speciali. Bachira dribbla Reo, finge Zantetsu e lancia la palla sopra il portiere della Squadra V per ridurre il vantaggio della Squadra V a 3-1, spingendo la Squadra Z a seguire l'esempio di Bachira per evolversi e risvegliare le proprie abilità nascoste. Kunigami segna con un tiro dalla media distanza che inganna il portiere a causa della mancanza di rotazione per portare il punteggio sul 3-2 all'intervallo. La ripresa si apre con il tiro di Gagamaru respinto da Zantetsu con Isagi che prende la ribattuta, ma la sua esitazione permette a Nagi di portare via la palla. Raichi fa uscire Reo con una psichedelica, portando Reo a un cartellino giallo per aver dato una gomitata a Raichi. Chigiri batte il calcio di punizione e, approfittando della sua velocità massima superiore nonostante l'accelerazione superiore di Zantetsu, passa la palla in un punto lontano del campo dove solo lui può raggiungere la palla e pareggia il punteggio sul 3-3 a 30 minuti dalla fine della partita.                                                                                           |                  |                   |
| 10       | 10 | Va bene così 「このままで」 - Kono mama de | 10 dicembre 2022 | 28 giugno 2023    |
| 10       | 10 | Di fronte alla prospettiva di una sconfitta dopo aver dominato tutte le partite precedenti, il Team V risponde al risveglio del Team Z evolvendo il proprio gioco. La squadra V passa in vantaggio con un gol di Nagi calciato da un angolo incredibilmente stretto. Con quel gol, Nagi trova improvvisamente il divertimento del calcio dopo aver visto il gioco come noioso. In risposta, Chigiri fa un altro passaggio lungo a se stesso con l'assistenza di Isagi, che impedisce a Nagi di raggiungere la palla e tira in porta che viene parata. Gagamaru prende il rimbalzo e fa un tiro che viene bloccato da Reo, e sul rimbalzo Kunigami tira e segna per pareggiare il punteggio sul 4-4. Vedendo il modo in cui giocano i suoi compagni di squadra, Kuon ricorda che era entusiasta del calcio, ma il suo comportamento prepotente alienava i suoi compagni di squadra. Con la partita che entra nei minuti di recupero, Nagi si stacca per un gol facile, ma Kuon affronta Nagi che gli procura un cartellino rosso. Sul conseguente calcio di punizione fuori dall'area di rigore, il tiro di Nagi viene respinto da Gagamaru poco prima di entrare in rete. Isagi riceve la palla sul rimbalzo mentre guida la carica per fare un ultimo tentativo di segnare il gol della vittoria che porta la squadra Z al turno successivo. |                  |                   |
| 11       | 11 | L'ultimo tassello 「最後のピース」 - Saigo no kakera | 17 dicembre 2022 | 5 luglio 2023     |
| 11       | 11 | Isagi guida la Squadra Z in campo e, usando la sua lungimiranza, trova un posto alla sinistra di Chigiri e Kunigami davanti alla rete, anticipando correttamente che la Squadra V avrebbe mandato i suoi difensori a marcarli. Tuttavia, non si accorse che Nagi lo stava marcando. Dopo aver riflettuto sul suo processo di riflessione, Isagi decide di rischiare tutto con un tiro diretto e segna il gol della vittoria. Con la prima selezione completata, tutti i membri della Squadra V e della Squadra Z avanzano per il primo e il secondo posto, mentre Junichi Wanima, Niko e Barou avanzano per essere i capocannonieri delle squadre eliminate. In preparazione per la seconda selezione, Ego fa sottoporre gli attaccanti rimanenti a un condizionamento fisico. Qualche tempo dopo, gli scioperanti rimasti si riuniscono, ed Ego rivela che tutti gli edifici di Blue Lock sono stati in realtà etichettati come Edificio 5 per far sì che tutti sperimentino l'inferiorità. Spiega poi che la prima selezione riguardava la comprensione di cosa significhi essere un attaccante, e la seconda selezione sarà una serie di sfide individuali in cinque fasi in cui solo squadre di cinque attaccanti arriveranno alla fine. |                  |                   |
| 12       | 12 | L'ultimo pezzo 「最後の欠片」 - Saigo no Pīsu | 24 dicembre 2022 | 12 luglio 2023    |
| 12       | 12 | Nella 1ª fase, Isagi entra in un piccolo campo da calcio dove vede apparire un Blue Lock Man olografico con un cancello olografico e una zona porta. Avendo 90 minuti per segnare 100 gol, Isagi supera il turno e migliora il suo tiro. Quando entra nella seconda fase, vede Nagi e Reo tra gli altri giocatori. Viene visualizzato un messaggio che dice loro di formare una squadra di tre persone per procedere alla fase successiva. Pochi istanti dopo, appare Bachira e forma immediatamente la sua squadra con Isagi. Inizialmente pianificando di prendere Kunigami o Chigiri come terzo membro, Nagi offre a Isagi di unirsi alla sua squadra. Rifiuta, poiché ha già fatto la sua squadra con Bachira. Nagi sceglie di unirsi a loro, lasciando Reo. Passando alla terza fase, trovano una squadra composta da Rin Itoshi, Jyubei Aryu e Aoshi Tokimitsu, i giocatori con il punteggio più alto. Ego spiega che sono liberi di scegliere i loro avversari. Vincerà la squadra che segnerà per prima cinque gol. La squadra vincente può scegliere qualsiasi membro della squadra perdente. Isagi e la sua squadra decidono di giocare contro la squadra di Rin. |                  |                   |
| 13       | 13 | Top 3 「TOP3」 | 7 gennaio 2023   | 19 luglio 2023    |
| 13       | 13 | La partita inizia tra la squadra di Isagi, in bianco, e la squadra di Rin, in rosso. La squadra bianca segna un gol lavorando insieme, ma è in parità quando Rin mette a segno un tiro dal calcio d'inizio. Nel round successivo, un passaggio a Isagi da Bachira viene intercettato da Aryu, usando la sua altezza e i suoi lunghi arti per rubare la palla e segnare. Quando Bachira tenta di superare Tokimitsu nel round successivo, il suo comportamento ombroso e mite lascia improvvisamente il posto a una velocità e una forza mostruose, travolgendo Bachira e Isagi per segnare. Nagi tenta una formazione tra i tre per bloccare i punti di forza individuali degli avversari, permettendo loro di segnare. Rin tenta un altro tiro al calcio d'inizio, ma viene bloccato da Isagi, mandando la palla fuori campo. Credendo di averlo bloccato, la capacità di Rin di curvare i tiri gli consente di segnare dall'angolo con facilità. Con un gol rimasto per la Squadra Rossa, la Squadra Bianca usa di nuovo la formazione. Bachira dà la palla a Isagi e Rin si muove dietro di lui. Nonostante Isagi credesse che lo spazio fosse aperto per segnare, Rin ruba la palla e segna il gol della vittoria per il Team Red. Selezionano Bachira per unirsi a loro e procedere alla fase successiva. |                  |                   |
| 14       | 14 | Talento e mediocrità 「天才と凡才」 - Tensai to bonsai | 14 gennaio 2023  | 26 luglio 2023    |
| 14       | 14 | Tornando al 2º stadio, Isagi e Nagi si rendono conto di essere messi alla prova sui loro punti di forza individuali. Con sorpresa di Isagi, Barou e l'ex compagno di squadra del Team Z Asahi Naruhaya sono tra i non selezionati; Barou, nonostante il suo ottimo tiro, non è stato scelto per il suo atteggiamento egoistico. Durante l'addestramento, Isagi viene avvicinato da Naruhaya; sapendo che la loro minore abilità rispetto a Barou e Nagi porterà alla loro squalifica da Blue Lock in caso di sconfitta, i due decidono di giocare l'uno contro l'altro. All'inizio della partita, Barou prende la palla da Nagi, mettendo in mostra il suo raggio di tiro e il suo punteggio aumentati. Nel round successivo, Isagi passa a Nagi, che usa il suo controllo fine per aggirare Barou, permettendogli di segnare. Più tardi, Barou prende la palla ma si rifiuta di passarla a Naruhaya; Isagi lo ruba e lo passa a Nagi per un altro gol. Arrabbiato, Barou prova un tiro dal calcio d'inizio del turno successivo ma manca la rete. Isagi corre verso la palla ma viene battuta da Naruhaya, che la passa a Barou per il gol. Rivela che il vero motivo per cui li hanno sfidati è che sanno dell'incapacità di Isagi di segnare da solo. Quando Barou passa a Naruhaya, supera Isagi e spara. |                  |                   |
| 15       | 15 | Divorare 「喰」 - Kueru | 21 gennaio 2023  | 2 agosto 2023     |
| 15       | 15 | Anche se il tiro di Naruhaya colpisce il palo, Barou prende possesso e segna. Il turno successivo, Isagi passa a Nagi mentre si precipitano verso la rete, dove segna. Ancora Barou dal calcio d'inizio, ma Nagi blocca; Isagi prende possesso ma Naruhaya lo ruba, passando a Barou per segnare. Isagi si rende conto che Naruhaya si posiziona sempre nel suo punto cieco, permettendogli di avvicinarsi inosservato, in modo simile a Rin. Nagi segna ancora, pareggiando la partita. Viene rivelato che il desiderio di Naruhaya di avere successo deriva dal desiderio di sostenere la sua famiglia in difficoltà dopo la morte dei genitori. Barou prova ancora una volta a tirare dal calcio d'inizio ma viene bloccato; emulando il tiro diretto di Isagi, Naruhaya tira ma colpisce il palo. Nagi prende possesso e Isagi si dirige verso la rete, costringendo Barou a seguirlo. Vedendo Barou cambiare bersaglio, Isagi scatta verso la rete, emulando il gioco di gambe di Naruhaya; Nagi passa la palla e Isagi segna, vincendo la partita. Naruhaya si lamenta del suo tiro mancato; Isagi afferma che entrambe le squadre avrebbero potuto vincere, ma Naruhaya lo dichiara il giocatore superiore. Isagi sceglie Barou per unirsi alla squadra, ma ringrazia Naruhaya per averlo aiutato a migliorare. Il giorno precedente, arrabbiati per il fatto che Bachira e Isagi li avessero lasciati, Kunigami e Chigiri si avvicinano a Reo per unirsi a loro, che accetta per sconfiggere Nagi per averlo lasciato.                              |                  |                   |
| 16       | 16 | Triple session 「三者融合」 - Torai Sesshon | 28 gennaio 2023  | 9 agosto 2023     |
| 16       | 16 | In una riunione della JFU, Teieri riferisce che in Blue Lock, diversi giocatori che si affrontano e lavorano l'uno con l'altro è il modo in cui troveranno il meglio. Il consiglio non è d'accordo e vuole il giocatore più talentuoso disponibile. L'ego li critica perché vogliono qualcuno che può sembrare di successo, ma che soffrirà a causa della mancanza di preparazione. Per lui, il talento non è nascere con doni o fisicità, ma le capacità per migliorarli. Isagi e Nagi scoprono che Barou è particolarmente attento a mantenere un regime, che si tratti di pulizia o di allenamento intenso; La sua autodisciplina è la chiave per il suo tiro e il suo fisico sviluppati. Al bagno pubblico, Isagi è sorpreso di vedere che Kunigami e Chigiri sono ancora nella terza fase. Raggiunti dal resto delle loro squadre, tutti accettano di giocare l'uno contro l'altro. Isagi decide di essere l'anello di congiunzione tra Nagi e Barou poiché entrambi si rifiutano di collaborare. Nel frattempo, Tokimitsu e Aryu lottano per trovare una squadra che non abbia paura di affrontarli, e Bachira tenta di mostrare a Rin che il calcio può essere divertente, non solo una competizione. All'inizio del match, Barou prende la palla e Kunigami lo marca. Il suo rifiuto di passare permette a Reo di aggirare Isagi e rubare la palla, passandola a Chigiri. Supera Nagi e segna il primo gol. |                  |                   |
| 17       | 17 | Schiappa 「ヘタクソ」 - Hetakuso | 4 febbraio 2023  | 16 agosto 2023    |
| 17       | 17 | Isagi passa a Barou intenzionato a segnare, ma il suo rifiuto di ripassarlo permette a Kunigami di segnare. Nel turno successivo, passa invece a Nagi, che riesce a evitare Chigiri e a segnare. Isagi cerca ancora una volta di lavorare con Barou, che dichiara che preferirebbe perdere piuttosto che cambiare il suo gioco. Ciononostante, Barou ammette con rabbia che non sta vincendo con le sue abilità. Il round successivo, quando Reo ne prende possesso, Isagi si rende conto di essere l'anello di congiunzione tra Kunigami e Chigiri poiché le sue abilità sono equilibrate, non specializzate; Chigiri lo prende e passa davanti alla rete, dove Kunigami segna di testa. Isagi decide che invece di adattarsi a Barou, lo costringerà a seguirlo. Finge di passare a lui, ingannando Barou e i suoi avversari e permettendo a Nagi di prenderne possesso. Circondato e con Barou che chiama la palla, Nagi passa a un Isagi senza ostacoli e segna. Nel turno successivo, Barou prende la palla ma viene marcato da Kunigami e Reo; Isagi prende la palla e la passa a Nagi, che segna. Tuttavia, Chigiri usa un nuovo calcio delicato per evitare di rallentare durante il dribbling e segna da solo. Altrove, nella 3ª fase, Junichi Wanima decide di allearsi con Raichi e Gagamaru. |                  |                   |
| 18       | 18 | Palcoscenico 「主役の座」 - Shuyaku no Sutēji | 11 febbraio 2023 | 23 agosto 2023    |
| 18       | 18 | Con la squadra di Isagi sotto di un punto, Barou tira la palla in porta direttamente dal calcio d'inizio e sbaglia. Kunigami riceve la palla vagante e la passa a Reo, che cerca di passarla a Chigiri ma viene marcato da Barou. Pensa di tirare ma passa a Isagi, che pareggia la partita. Isagi e Nagi quindi elaborano una strategia senza dire a Barou il loro piano, mentre Barou risolve i suoi sentimenti. Il gioco riprende con Reo che prende la palla e cerca di passarla a Chigiri dopo essere corso dietro Nagi verso la rete, ma Nagi intercetta il passaggio e Barou riceve la palla vagante. Scende in campo dopo essersi svegliato e finge Kunigami con un taglio, poi Reo con un altro taglio, e poi segna il gol della vittoria. Successivamente, Barou spiega a Isagi e Nagi che era stato l'attore principale in campo per tutto questo tempo, ma quei due sono stati i primi a rubargli il vantaggio. Mentre guarda la partita, Ego spiega a Teieri che affrontare la sconfitta è un aspetto critico poiché Barou ha dimostrato resilienza in quella partita. Isagi decide quale membro della squadra selezionare con una partita contro Bachira che incombe. |                  |                   |
| 19       | 19 | Dancing Boy 「Dancing Boy」 | 18 febbraio 2023 | 30 agosto 2023    |
| 19       | 19 | Isagi sceglie Chigiri, credendo di poter generare la più grande reazione chimica. Nagi termina inaspettatamente la sua amicizia con Reo mentre lui e Kunigami tornano al secondo stadio, mentre Isagi, Nagi, Barou e Chigiri salgono al quarto stadio per affrontare Bachira, Rin, Aryu e Tokimitsu. Mentre la squadra di Isagi riposa all'interno della sala relax, Isagi e Barou parlano del tipo di calcio che vogliono giocare mentre Barou chiede per divorare le sue abilità nella prossima partita. Nel frattempo, mentre Bachira si prepara, guarda indietro alla sua vita in cui era appassionato di calcio fin dalla tenera età e giocava in gran parte a calcio da solo a causa degli altri ragazzi che lo vedevano come un mostro, e sua madre è una famosa pittrice. Dopo aver dipinto un quadro per Bachira, iniziò a immaginare un mostro e giocò contro di esso quando giocava da solo. È stato invitato a Blue Lock dove può giocare a calcio come vuole. Isagi lascia la sala relax e incontra Rin e Bachira nel corridoio, dichiarando che vincerà e riavrà Bachira. |                  |                   |
| 20       | 20 | Super combinazione 「超連動」 - Chō rendō | 25 febbraio 2023 | 6 settembre 2023  |
| 20       | 20 | La partita tra la squadra di Isagi, in bianco, e la squadra di Rin, in rosso, inizia con Bachira che prende il calcio d'inizio e dopo aver fatto una mossa non convenzionale, Isagi ruba palla. Passa a Nagi, che poi passa in un punto aspettandosi che Chigiri ci arrivi con la sua velocità. Prende la palla e segna per dare alla squadra bianca il primo punto. Sul possesso successivo, Isagi ha Bachira ben marcato, ma Bachira toglie la palla con un passaggio no-look che Aryu arriva per primo, passando a Tokimitsu per servire Rin, che aveva calcolato con precisione la piega degli eventi per segnare. Dopo una pausa per elaborare strategie con Isagi spiegando come la visione di Rin sia eccezionale, Isagi tenta di sgattaiolare fuori e ricevere un passaggio lungo da Chigiri mentre gli avversari sono concentrati su Nagi, ma Rin non si fa ingannare e intercetta il passaggio. Passa a Bachira, che passa alto dove solo Aryu può arrivare, permettendogli di segnare. Nagi riflette su come Bachira lo stia facendo infiammare. Sul possesso successivo, la squadra bianca esegue la stessa giocata, ma questa volta per impostare Nagi. Nagi riceve il passaggio e dopo aver finto Rin out, sfrutta l'opportunità di segnare per pareggiare la partita sul 2-2. |                  |                   |
| 21       | 21 | Io non ci sono 「俺がいない」 - Ore ga inai | 4 marzo 2023     | 13 settembre 2023 |
| 21       | 21 | Guardando la partita, Teieri considera il gol di Nagi un miracolo, cosa che Ego controbatte. Con la partita in parità, il gioco continua con Rin che passa la palla a Tokimitsu, che la passa ad Aryu, poi a Rin. Poi finge un passaggio a Bachira per far uscire Isagi dalla posizione, permettendogli di segnare. Il Team White elabora strategie mentre cercano un modo per uscire dalla visione di Rin. Il gioco riprende quando il Team Bianco schiera la sua tattica per cercare di piazzare Isagi dal punto cieco di Rin, ma lui anticipa la mossa e si avvicina di soppiatto davanti a Isagi. Tuttavia, Barou ruba la palla a Isagi, con Rin che non tiene conto del suo stile di gioco egoistico, permettendogli di pareggiare la partita. Al successivo calcio d'inizio, Nagi e Chigiri si scambiano i compiti di marcatura. Entrambi marcano Bachira per confondere il Team Red, permettendo a Barou di rubare palla e staccarsi. Tuttavia, Rin reagisce rapidamente a Barou e riesce a far cadere la palla fuori dal campo per fermare il tentativo di gol di Barou. Il gioco riprende con una rimessa laterale e la Squadra Rossa approfitta della stanchezza della Squadra Bianca e della freschezza di Tokimitsu quando prende la palla e si stacca, portando Barou e Chigiri a commettere falli che gli procurano cartellini gialli. Sul calcio di punizione, Rin tira la palla che si inarca con precisione sopra Isagi e cade in rete per portare la squadra rossa in vantaggio per 4-3.                                                  |                  |                   |
| 22       | 22 | Voce 「声」 - Koe | 11 marzo 2023    | 20 settembre 2023 |
| 22       | 22 | Il gioco riprende con Isagi che prende il calcio d'inizio e passa a Chigiri dopo aver superato Aryu per la palla. Isagi si posiziona dopo una mossa diagonale per creare un'apertura. Rin si avvicina di soppiatto alle spalle di Isagi per cercare di portare via la palla, ma avendo correttamente anticipato questa linea d'azione gira le spalle verso la porta e tira con il tacco posteriore per pareggiare la partita sul 4-4 con il gol successivo che decide il vincitore. Il gioco riprende con Tokimitsu che prende il calcio d'inizio e passa la palla a Rin, che la passa alta ad Aryu per sfruttare la sua abilità di salto in alto, e Aryu passa a Bachira. Chigiri ruba la palla a Bachira e Isagi e Barou si passano la palla avanti e indietro. Bachira tenta di placcare Isagi dopo aver sentito la sua voce interiore, ma Isagi lo schiva e tira la palla. All'ultimo secondo, Rin blocca il colpo con la testa. Bachira prende la palla dall'altra parte e, così facendo, si scrolla di dosso il mostro dentro di lui per segnare lui stesso. Bachira ci prova, ma il suo tiro viene respinto da Isagi. |                  |                   |
| 23       | 23 | LUCK 「LUCK」 | 18 marzo 2023    | 27 settembre 2023 |
| 23       | 23 | La palla atterra davanti a Rin, permettendogli di segnare il gol della vittoria per la sua squadra. Seleziona Isagi per unirsi a loro, al fine di sconfiggerlo un giorno. Sebbene scoraggiati, Chigiri, Barou e Nagi rifiutano le parole di sostegno di Isagi e gli permettono di prendere il suo posto nella squadra di Rin. Isagi chiede a Rin come lo avesse superato per capire, ma Rin risponde che è stata semplicemente fortuna. Ego li istruisce sull'argomento, affermando che la fortuna non è solo una coincidenza, ma un elemento che possono utilizzare, notando come Rin abbia colto l'occasione di correre dove credeva che la palla potesse atterrare quando avrebbe potuto essere ovunque. La squadra ora affronta i World Five: lo spagnolo Leonardo Luna, l'inglese Adam Blake, l'argentino Pablo Cabassos, il brasiliano Dada Silva e la prodigiosa stella francese Julian Loki. Durante una pausa, Isagi chiede a Rin del suo rapporto con suo fratello, che afferma che non sono antagonisti l'uno con l'altro ma competitivi. Al calcio d'inizio della partita, Bachira dribbla Cabassos e lo dà a Rin, che mette a segno il primo gol contro i Cinque. |                  |                   |
| 24       | 24 | Il momento è arrivato 「時は来たり」 - Toki wa kitari | 25 marzo 2023    | 4 ottobre 2023    |
| 24       | 24 | Nonostante abbia segnato il primo gol, la squadra viene sopraffatta dalle abilità superiori del World Five e perde. Mentre Isagi, Bachira, Aryu e Tokimitsu sono umiliati, Rin prende male la perdita. In una riunione della JFU, Blue Lock viene quasi cancellato a causa delle spese elevate e della mancanza di fiducia da parte dei membri del consiglio. Ego decide di mostrare loro l'esito dell'addestramento di Blue Lock e offre una proposta. Dopo aver giocato il Five, la squadra passa alla seconda fase della selezione e incontra le restanti sei squadre. Tra loro ci sono Nagi, Barou, Chigiri, Zantetsu, Niko, Raichi, Gagamaru, Wanima, Igarashi e Reo. Isagi chiede a Reo di Kunigami dopo aver visto che non è stato selezionato ma l'ultimo giocatore ad apparire, l'eccentrico e aggressivo Ryusei Shido, si inimica lui affermando che è stato lui a squalificare Kunigami, guadagnandosi l'ira di Chigiri e Bachira. Ego informa i finalisti di un cambiamento con la prossima selezione, ora una partita tra loro e la squadra giapponese U20, che include il fratello di Rin, Sae. Se perdono, il programma verrà chiuso, ma se vincono, possono sostituire le posizioni della squadra. Ego commenta la sua fede in loro, credendo che possano vincere. |                  |                   |

### Seconda stagione
| Nº serie | Nº | Titolo italiano Giapponese 「Kanji」 - Rōmaji | In onda          | In onda          |
| Nº serie | Nº | Titolo italiano Giapponese 「Kanji」 - Rōmaji | Giapponese       | Italiano         |
| 25       | 1  | Tryout 「適性試験」 - Toraiauto | 5 ottobre 2024   | 2 novembre 2024  |
| 25       | 1  | In un flashback, Rin viene sfidato da Sae, che critica la sua mancanza di progressione rispetto a lui. Ego si rivolge ai finalisti e li informa che la partita si terrà tra tre settimane. Quindi nomina i primi sei giocatori: Rin, Shido, Tabito Karasu, Eita Otoya, Kenyu Yukimiya e Nagi. Spiega che verranno formate tre squadre in base a una coppia di sei e alla scelta dei restanti finalisti. In un formato di partita a rotazione, tre giocatori si uniranno a una coppia una volta e affronteranno un altro gruppo in un test per trovare chi può sinergizzare più efficacemente con loro; come secondo classificato, Bachira giocherà due volte. Questo determinerà i posti per la squadra finale. Inizialmente, Isagi ha difficoltà a scegliere con chi giocherà, decidendo tra ciò che sa e ciò che potrebbe imparare; dopo aver chiacchierato con Bachira, Barou, Niko e Reo, sceglie di giocare con Rin e Shido, così come Bachira. Allo stesso tempo, Rin e Shido si scontrano per un'intensa antipatia reciproca. Arrabbiati per il match, la JFU decise di schiacciare Blue Lock a qualunque costo; Il capitano della squadra U20 Oliver Aiku accetta la sfida. |                  |                  |
| 26       | 2  | L'assassino e il ninja 「殺し屋と忍者」 - Koroshiya to ninja | 12 ottobre 2024  | 2 novembre 2024  |
| 26       | 2  | Nel primo match, Rin e Shido sono raggiunti da Nijiro Nanase, Yo Hiori e Isagi, affrontando Karasu, Otoya, Shiguma Kyohei, Saramadara Kairu e Chigiri. Al calcio d'inizio, Shido è sorvegliato e passa a Isagi, che lo dà a Rin. Chigiri li intercetta ma Shido ruba palla e segna il primo gol. Nella giocata successiva, Karasu, dopo aver analizzato i suoi avversari, prende la palla e segna il primo punto della sua squadra. La giocata successiva, Karasu viene messo alle strette e passa a Otoya, che si intrufola dietro a tutti e prende la palla per segnare. Rin, nella giocata successiva, ignora tutti per curvare un tiro per un secondo punto. Il resto dei giocatori si rende conto che deve affermarsi tra i primi quattro. Chigiri mostra la sua velocità a un impressionato Karasu, che gli passa; elude Rin per passarlo a Otoya per un terzo punto. Nella commedia successiva, Hiori passa a Rin ma Shido si scontra con lui; Chigiri prende la palla vagante e la passa a Otoya, che la dà a Karasu per il quarto gol. Isagi, guardando Shido e Rin combattere, si rende conto che può usare la loro incompatibilità a suo vantaggio.                      |                  |                  |
| 27       | 3  | Il mondo percepito 「感じる世界」 - Kanjiru sekai | 19 ottobre 2024  | 9 novembre 2024  |
| 28       | 4  | Chameleon 「カメレオン」 - Kamereon | 26 ottobre 2024  | 16 novembre 2024 |
| 29       | 5  | FLOW 「FLOW」 | 2 novembre 2024  | 23 novembre 2024 |
| 30       | 6  | Grande palcoscenico 「大舞台」 - Daibutai | 9 novembre 2024  | 30 novembre 2024 |
| 31       | 7  | Itoshi Sae 「糸師 冴」 - Itoshi Sae | 16 novembre 2024 | 7 dicembre 2024  |
| 32       | 8  | Gene blu 「青の遺伝子」 - Ao no idenshi | 23 novembre 2024 | 14 dicembre 2024 |
| 33       | 9  | Night snow 「ナイトスノウ」 - Naito Sunou | 30 novembre 2024 | 21 dicembre 2024 |
| 34       | 10 | Sostituzioni 「交代劇」 - Kōtai geki | 7 dicembre 2024  | 28 dicembre 2024 |
| 35       | 11 | Ciò che ci hai insegnato 「教えた感情」 - Oshieta koto | 14 dicembre 2024 | 18 gennaio 2025  |
| 36       | 12 | Fiore 「花」 - Hana | 21 dicembre 2024 | 18 gennaio 2025  |
| 37       | 13 | Non sono solo 「ひとりじゃない」 - Hitori janai | 28 dicembre 2024 | 18 gennaio 2025  |
| 38       | 14 | Ultimo attacco 「終撃」 - Tsui jī | 28 dicembre 2024 | 25 gennaio 2025  |

## Home video

### Giappone
La prima stagione è stata pubblicata in Blu-ray dal 27 gennaio al 28 luglio 2023. L'edizione DVD invece è stata pubblicata il 27 marzo 2024.
| N°      | Data            | Episodi | Fonte   |
| Blu-ray | Blu-ray         | Blu-ray | Blu-ray |
| ------- | --------------- | ------- | ------- |
| 1       | 27 gennaio 2023 | 1-6     | [ 61 ]  |
| 2       | 24 marzo 2023   | 7-12    | [ 65 ]  |
| 3       | 26 maggio 2023  | 13-18   | [ 66 ]  |
| 4       | 28 luglio 2023  | 19-24   | [ 62 ]  |
| DVD     |                 |         |         |
| 1       | 27 marzo 2024   | 1-3     | [ 63 ]  |
| 2       | 27 marzo 2024   | 4-6     | [ 67 ]  |
| 3       | 27 marzo 2024   | 7-9     | [ 68 ]  |
| 4       | 27 marzo 2024   | 10-12   | [ 69 ]  |
| 5       | 27 marzo 2024   | 13-15   | [ 70 ]  |
| 6       | 27 marzo 2024   | 16-18   | [ 71 ]  |
| 7       | 27 marzo 2024   | 19-21   | [ 72 ]  |
| 8       | 27 marzo 2024   | 22-24   | [ 64 ]  |

La seconda stagione verrà pubblicata in Blu-ray dal 26 marzo al 28 maggio 2025.
| N° | Data           | Episodi | Fonte  |
| -- | -------------- | ------- | ------ |
| 1  | 26 marzo 2025  | 25-31   | [ 73 ] |
| 2  | 28 maggio 2025 | 32-38   | [ 74 ] |